# لويس ميغيل أباريسيدو ألفيس
لويس ميغيل أباريسيدو ألفيس (25 مايو 1985 - ) هو لاعب كرة قدم برازيلي في مركز الوسط. لعب مع يونيكوس وThrasyvoulos F.C. ‏ وأونياو ساو جواو ‏ ونادي بوتافغو لكرة القدم وIraklis Psachna F.C. ‏ وJuventus F.C. (Nicaragua) ‏ ونادي أوزفالدو كروز.

## وصلات خارجية
- لويس ميغيل أباريسيدو ألفيس على موقع Soccerway.com (الإنجليزية)